# Championnats d'Afrique de lutte 1982
Navigation
Édition précédente Édition suivante
Les Championnats d'Afrique de lutte 1982 se déroulent du 26 juillet 1982 au 1er août 1982 à Casablanca, au Maroc. Seules des épreuves masculines de lutte libre et de lutte gréco-romaine sont disputées.

## Podiums

### Lutte libre
| Catégories | Or                              | Argent                   | Bronze                         |
| ---------- | ------------------------------- | ------------------------ | ------------------------------ |
| 48 kg      | Quibri (MAR)                    | Omar Bensmail (ALG)      | Samir Kamal (EGY)              |
| 52 kg      | Mahmoud Moustafa Fathalla (EGY) | Abdel Douissi (MAR)      | Mohamed Hachaichi (ALG)        |
| 57 kg      | Ali Lachkar (MAR)               | Antony Obakah (NIG)      | Imad Ali (EGY)                 |
| 62 kg      | Austine (NIG)                   | Ali Gharbi (MAR)         | Ahmed Chahine (EGY)            |
| 68 kg      | Hassan Said Souaken (MAR)       | Khalifa Ben Naceur (ALG) | Mustapha Hassan (EGY)          |
| 74 kg      | Hammad Mohamed (EGY)            | Martins Ubaha (NGA)      | Rachid Khelafi (ALG)           |
| 82 kg      | Ali El Ashram (EGY)             | Zouhair Sguir (MAR)      | Kally Agogo (NGA)              |
| 90 kg      | Rida Ali (EGY)                  | Amadou Diop (SEN)        | Jim Obot (NGA)                 |
| 100 kg     | Abousamara Khamis (EGY)         | Habib Cheikh (TUN)       | Balagun Mubinu (NGA)           |
| + 100 kg   | Mamadou Sakho (SEN)             | Christophe (NGA)         | Ashraf Meligy El Garably (EGY) |

### Lutte gréco-romaine
| Catégories | Or                        | Argent                    | Bronze                   |
| ---------- | ------------------------- | ------------------------- | ------------------------ |
| 48 kg      | Said Abdelouhab (EGY)     | Aouad Abdelmalek (MAR)    | Segui Mourad (ALG)       |
| 52 kg      | Abou Shama Bakr (EGY)     | Chikhi Bachir (ALG)       | Abdelkrim Hanine (MAR)   |
| 57 kg      | Ali Lachkar (MAR)         | Khalil Emad (EGY)         | Mohamed Fercat (ALG)     |
| 62 kg      | Ibrahim Lokhsairi (MAR)   | Ahmed Hossein (MAR)       | Khalifa Ben Naceur (ALG) |
| 68 kg      | Hassan Said Souaken (MAR) | Shaban Ibrahim (EGY)      | Mohamed Sellaoui (ALG)   |
| 74 kg      | Abdelazi Tahir (MAR)      | Mounji Boucetta (TUN)     | Mustapha El Feki (EGY)   |
| 82 kg      | Elachram Med (EGY)        | Abdelmajid Boufatit (ALG) | Toughza Brahim (MAR)     |
| 90 kg      | Jabeur Dridi (TUN)        | Reda Ettaoui (EGY)        | Yakan N'Gom (CMR)        |
| 100 kg     | Abousamara Khamis (EGY)   | Saar Ambraye (SEN)        | Benaceur Khalifa (TUN)   |
| + 100 kg   | Hassan Haddad (EGY)       | Mamadou Sakho (SEN)       | Ali Gharbi (TUN)         |